# Qatars fotbollsförbund
Qatar Football Association är det nationella fotbollsförbundet i Qatar. Det grundades 1960 och leds av shejk Hamad bin Khalifa Bin Ahmad Al Thani. QFA arrangerar bland annat fotbollsligan Qatar Stars League som är den högsta fotbollsdivisionen i Qatar och de ansvarar även för Qatars landslag.

## Historik
Förbundet startades redan 1960 när Qatar fortfarande stod under brittiskt protektorat (beskydd), för att organisera upp fotbollen i Qatar. Vid Qatars självständighet i början av 1970-talet gick QFA med i först Fifa 1970 och sedan AFC 1972.
QFA var värd för VM för herrar 2022. Detta hade beslutats av Fifa den 2 december 2010.